# فرط التعرق تذوقي المنشأ
فرط التعرق تذوقي المنشأ هو تعرقٌ مفرطٌ يُعاني منه بعض الأفراد بشكلٍ منتظم، ويكون على الجبهة (فروة الرأس) أو الشفة العليا أو المنطقة حول الفم أو عظمة القص، ويحدث بعد لحظاتٍ قليلةٍ من تناول الأطعمة الحارة أو صلصة الطماطم أو الشوكولاتة أو القهوة أو الشاي أو الحساء الساخن. يُصنف هذا النوع من التعرق تحت فرط التعرق البؤري، أي أنه يقتصر على مناطق معينةٍ من الجسم. تُوجد عدة أسبابٍ لحدوثه، وأكثرها شيوعًا هو صدمةٌ أو تلفٌ في العصب الذي يمر عبر الغدة النكافية، والذي قد يحدث بسبب جراحة الغدة النكافية (مثل استئصال الغدة النكافية [الإنجليزية]). يُعرف هذا النوع من التعرق باسم متلازمة فري. لوحظ حدوث فرط التعرق تذوقي المنشأ عند مرضى السكري الذين يعانون من اعتلالٍ عصبيٍ لاإدرادي، كما وثق نوعٌ مختلفٌ من هذا الاضطراب بعد القطع الجراحي للودي. يُعتبر الغليكوبيرولات [الإنجليزية] الفموي أو الموضعي أحد أكثر العلاجات فعاليةً لهذه الحالة.